# Christine Anderson
Christine Margarete Anderson (ur. 29 lipca 1968 w Eschwege) – niemiecka polityk i samorządowiec, deputowana do Parlamentu Europejskiego IX i X kadencji.

## Życiorys
Po maturze kształciła się w zawodzie handlowca, następnie studiowała ekonomię w Stanach Zjednoczonych. Podczas pobytu w USA pracowała w przedsiębiorstwie handlowym. Później zajęła się prowadzeniem gospodarstwa domowego. W 2013 wstąpiła do Alternatywy dla Niemiec. W 2016 objęła funkcję przewodniczącej frakcji tego ugrupowania w radzie powiatu Limburg-Weilburg. W wyborach w 2019 z listy AfD uzyskała mandat eurodeputowanej IX kadencji. Z powodzeniem ubiegała się o poselską reelekcję w 2024.